# Rho Puppis
Rho Puppis, eller Tureis och 15 Puppis, är en pulserande variabel av Delta Scuti-typ (DSCT) i stjärnbilden i Akterskeppet. 
Stjärnan har en visuell magnitud som varierar 2,68-2,87 med en period av 0,1408809 dygn eller 3,38114 timmar.